# Jarvis Cocker
Jarvis Branson Cocker (Sheffield, 19 de setembro de 1963) é um cantor, compositor, músico e apresentador de rádio inglês. Como fundador, vocalista, letrista e único membro consistente da banda Pulp, ele se tornou uma figura importante do gênero Britpop em meados da década de 1990. Após o hiato do Pulp, Cocker seguiu carreira solo e, por sete anos, apresentou o programa Jarvis Cocker's Sunday Service da BBC Radio 6 Music.

## Biografia
Cocker nasceu em Sheffield, cresceu na área de admissão da cidade e frequentou a City School. Seu pai, Mac Cocker, DJ e ator, deixou a família e mudou-se para Sydney quando Cocker tinha sete anos, e não teve contato com Cocker ou sua irmã, Saskia, até Jarvis ter trinta e poucos anos. Após a partida do pai, os dois filhos foram criados pela mãe, Christine Connolly, que mais tarde se tornou vereadora conservadora.
Cocker credita à sua educação, quase exclusivamente na companhia feminina, o seu interesse em como as mulheres pensam e o que têm a dizer. Ele escreveu uma música ("A Little Soul" em This Is Hardcore) sobre ser abandonado por seu pai e trabalhar brevemente como mordomo; em 1998, Cocker e sua irmã viajaram para a Austrália para conhecer seu pai pela primeira vez em quase 30 anos.
Mac Cocker foi DJ de rádio em Sydney, com Double J na década de 1970 e depois Triple J na década de 1980. Na época da visita de seu filho, Mac Cocker havia se mudado para uma comunidade hippie em Darwin, Território do Norte. Cocker disse que perdoou seu pai (que morreu em 2016) por abandoná-los, dizendo: "Não sinto nenhuma amargura por ele. Sinto pena dele." 
Durante grande parte da década de 1980, Cocker viveu do seguro-desemprego em uma fábrica abandonada. Aos vinte e poucos anos, Cocker instalou-se em Londres.

## Carreira

### Pulp
Cocker fundou a banda Pulp originalmente sob o nome de Arabacus Pulp (em homenagem a uma mercadoria negociável que ele aprendeu em uma aula de economia) aos 15 anos de idade  enquanto era aluno da City School. Após inúmeras mudanças de formação e encurtando o nome para "Pulp", a banda finalmente encontrou fama na década de 1990 com o sucesso dos álbuns His 'n' Hers (1994) e Different Class (1995). Cocker era o vocalista do Pulp, e parte de sua imagem registrada eram seus óculos, que pareciam "permanecer magicamente em seu rosto", não importando as travessuras que ele realizasse. Esse feito foi conseguido usando "um enorme elástico na parte de trás" de seus óculos.
Pulp lançou mais dois álbuns (This Is Hardcore e We Love Life) com aclamação da crítica, embora nenhum tenha alcançado o sucesso comercial de Different Class. Depois de lançar um álbum de grandes sucessos, a banda entrou em um hiato de 2003 a 2010, voltando às atividades em 2011.
Cocker também é conhecido por sua inteligência e observações da cena cultural. Ele foi um convidado frequente em programas de TV na década de 1990 e apresentou uma série de arte para o Channel 4. – Journeys into the Outside. Na série, ele fez uma viagem pelo mundo, conhecendo os chamados “artistas outsiders”, pessoas que criam obras de arte malucas e maravilhosas, tentando entender o que os levou a isso. A propensão de Cocker para aparições na TV foi refletida em uma paródia de "Common People" ("Showbiz People"), que foi apresentada no programa de comédia satírica Spitting Image em 1996.

#### Incidente no Brit Awards
Enquanto participavam do Brit Awards de 1996, Cocker e Peter Mansell (um ex-membro do Pulp) invadiram o palco em um protesto repentino contra a performance de Michael Jackson. Jackson estava cantando seu hit "Earth Song" cercado por crianças e um rabino. Cocker foi detido e interrogado pela polícia sob suspeita de agressão. Ele estava acompanhado do comediante Bob Mortimer, que estava presente no Brit Awards; Mortimer é um ex-advogado e o representou nessa qualidade. Cocker foi libertado sem acusações.
As opiniões da imprensa sobre as ações de Cocker foram confusas. O vocalista do Blur, Damon Albarn, não aprovou as ações de Cocker, dizendo tê-las considerado "realmente perturbadoras": "Ele tem algumas ideias muito estranhas sobre a realidade. [...] Acho que é uma responsabilidade coletiva dizer 'Não, você não pode vá e faça o que você está fazendo', não apenas para ridicularizá-lo."  A edição do Melody Maker de 2 de março de 1996 sugeriu que Cocker deveria ser nomeado cavaleiro, e Noel Gallagher do Oasis disse que "Jarvis Cocker é uma estrela" e deveria receber um MBE. Embora várias pessoas tenham descrito a façanha de Cocker como "lutando por Jackson", Cocker negou, dizendo que ele apenas virou o traseiro acenando. Jackson disse sobre o incidente: "Estou enojado, triste, chocado, chateado, enganado e com raiva, mas imensamente orgulhoso de que o elenco permaneceu profissional e o show continuou."  Cocker disse: "Minhas ações foram uma forma de protesto contra a maneira como Michael Jackson se vê como uma espécie de figura semelhante a Cristo com o poder de cura. Eu apenas corri para o palco. Não fiz isso. qualquer contato com alguém, tanto quanto me lembro."  Ele também esclareceu que suas ações não eram nada pessoais contra Jackson e ele era até fã de sua música.
Em 2 de julho de 2009, logo após a morte de Jackson, Cocker apareceu como palestrante no programa de discussão da BBC Question Time. Ele disse que a morte de Jackson foi superestimada pela mídia, acrescentando que: "Se há uma tragédia sobre tudo isso, eu diria [...] se ele tivesse continuado a fazer ótimos discos como fez em meados dos anos 80. até agora isso teria sido ótimo, mas por alguma razão nos últimos 20 anos ele não fez isso." Quando questionado sobre o que ele se opôs a Jackson no momento do incidente no Brit Awards, ele reiterou seus comentários anteriores sobre Jackson e Cristo. Quando perguntado: "Caso contrário, como artista, você achava que ele era um gênio?" Cocker respondeu: "Sim, ele inventou o moonwalk." 

### Carreira Solo

#### Jarvis: 2006–2008

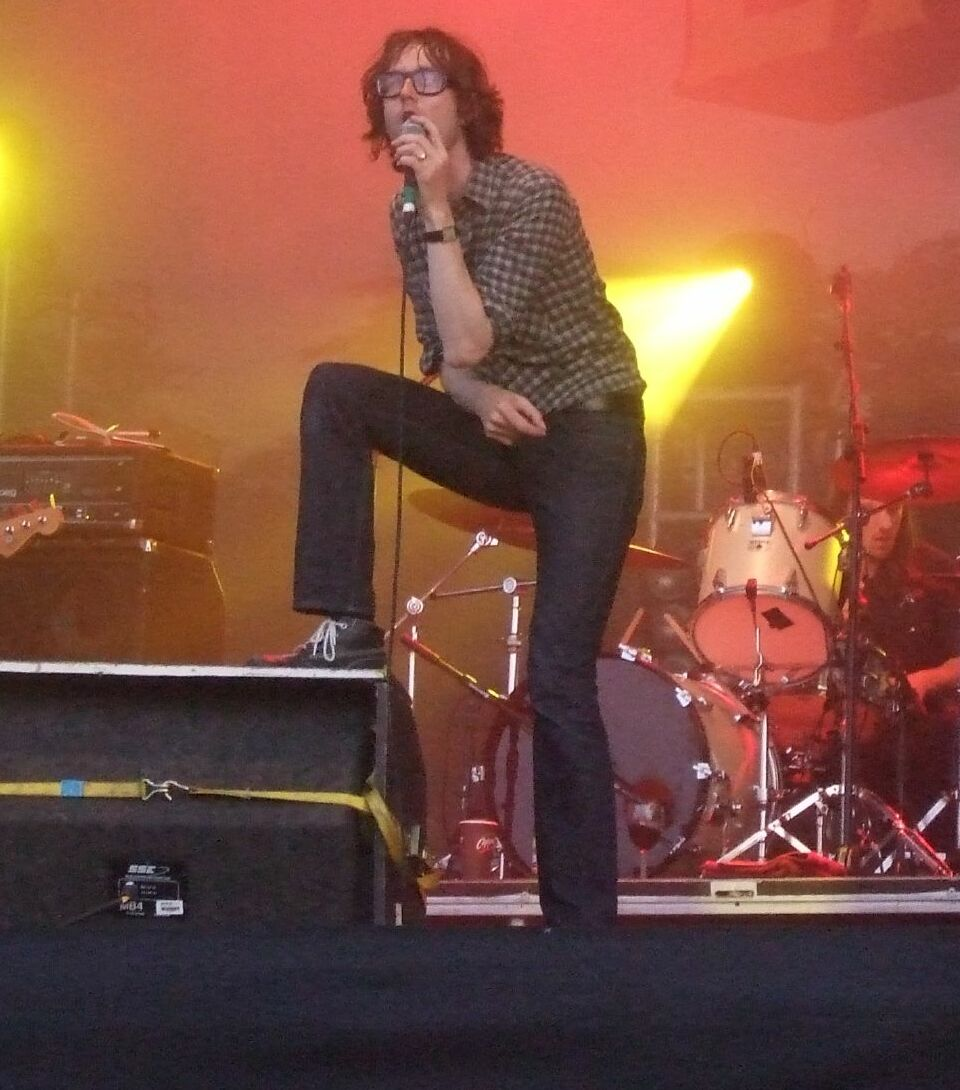
Jarvis Cocker se apresentando no Latitude Festival em 2007

O primeiro álbum solo de Cocker, Jarvis, foi lançado no Reino Unido em 13 de novembro de 2006. No Festival de Reading de 2006, o vídeo de "Running the World" foi exibido nas telas principais do palco principal ao longo do dia, inclusive pouco antes da apresentação da atração principal, Muse. Este vídeo continha uma apresentação tipo karaokê da letra da música para encorajar o público a cantar junto.
Em março de 2008, Cocker fez uma pequena turnê pela América Latina (México, Argentina e Chile), onde apresentou uma nova música chamada "Girls Like It Too".

#### Further Complications: 2008–2009
Cocker disse que escreveu "Girls Like It Too" e "The Usual" e esperava ter material suficiente para gravar o sucessor de seu álbum solo de estreia. Ele disse sobre o próximo álbum de estúdio: "Tenho ideias vagas. Gostaria de fazer outro álbum antes do final do ano." 
Cocker estreou uma nova música, "Angela", no programa "The Summer Exhibition: A Culture Show Special" da BBC2, em 13 de junho de 2008. Em 6 de março de 2009, a Pitchfork revelou a capa e o título do álbum Further Complications, que foi gravado por Steve Albini e lançado em 18 de maio de 2009. Drowned in Sound afirmou que o álbum foi "um grande salto em frente" para Cocker.
Em outubro de 2011, Faber and Faber publicaram uma coletânea de suas letras intitulada Mother, Brother, Lover: Selected Lyrics.

#### Room 29: 2017
Em março de 2017, lançou Room 29, uma colaboração com o músico Chilly Gonzales. Foi o primeiro álbum de Cocker em 8 anos. Room 29 é um álbum conceitual sobre o hotel de Hollywood Chateau Marmont. Cocker ficou no quarto 29 do hotel durante uma turnê do Pulp em 2012. A sala continha um piano de cauda e inspirou Cocker a se perguntar se o piano, possivelmente estando lá há décadas, poderia contar as histórias de inquilinos anteriores. Cada música do álbum é uma história diferente de um potencial convidado. As músicas não são todas sobre o glamour de Hollywood, mas também sobre as potenciais ilusões e decepções da indústria. Foi apresentada como parte do Festival Internacional de Edimburgo em agosto de 2017.

#### JARV IS...: 2017–presente
No final de 2017, Cocker formou uma nova banda com o nome "Jarv Is". Junto com o próprio Cocker, a banda é formada por Serafina Steer (harpa/teclado), Emma Smith (violino), Andrew McKinney (baixo), Jason Buckle e Adam Betts (bateria). Principalmente ao vivo, a banda estreou uma série de novos materiais em shows intimistas em festivais em 2017, 2018 e 2019. Em 15 de maio de 2019, a banda lançou seu single de estreia "Must I Evolve?". A banda tocou no Leith Theatre em 22 de agosto de 2019 como parte da programação de música contemporânea do Festival Internacional de Edimburgo. Em 2 de março de 2020, Jarvis anunciou o álbum de estreia da banda, Beyond the Pale, no programa BBC Radio 6 de Steve Lamacq e lançou o single "House Music All Night Long". O álbum estava programado para ser lançado em 1 de maio de 2020 pela Rough Trade Records , mas foi posteriormente alterado para 4 de setembro de 2020  e eventualmente a data de lançamento foi antecipada para 17 de julho.
Em 21 de março de 2022, Jarv Is lançou sua trilha sonora original para a série dramática de comédia médica da BBC, This Is Going to Hurt.

### Projetos paralelos

#### Musical
Cocker cantou um dueto, "Ciao!", com Miki Berenyi no álbum Lovelife de 1996 da banda britânica shoegazing Lush. Em 1997, colaborou com David Arnold num cover de "All Time High" de Rita Coolidge, tema de Octopussy. Além disso, ele ganhou créditos de co-autoria de várias canções ("Walk Like a Panther", "1st Man in Space", "Drive Safely Darlin'", "Stars on Sunday" e "Happy Birthday Nicola") do álbum Pickled Eggs & Sherbet de All Seeing I, lançado em 1999. Ele contribuiu com os vocais principais para "Drive Safely Darlin'". Ele também se apresentou ao vivo com The All Seeing I no Top of the Pops, cantando "Walk Like a Panther" no lugar de Tony Christie, que cantou na versão gravada.
Em 2001, ele contribuiu com "Everybody Loves the Underdog" para a trilha sonora de Mike Bassett: England Manager. Ele ressurgiu em 2003 para promover um novo álbum, sob o pseudônimo de "Darren Spooner", de sua nova banda Relaxed Muscle. No mesmo ano, ele apareceu no álbum de Richard X, Richard X Presents His X-Factor Vol. 1. Em 2004, Cocker colaborou com Nancy Sinatra em seu novo álbum, bem como com Marianne Faithfull em seu álbum Kissin Time, com a música "Sliding through Life on Charm".
Em 2005, Cocker co-escreveu três faixas ("La Degustation", "Basque Country" e "Fred de Fred") do álbum de estreia autointitulado da dupla eletrônica de Sheffield, The Lovers. Nesse mesmo ano ele também fez um cover de "I Can't Forget" de Leonard Cohen como parte do show de homenagem ao filme Leonard Cohen: I'm Your Man. Cocker também contribuiu para a trilha sonora de Harry Potter e o Cálice de Fogo, escrevendo e interpretando três faixas: "This Is the Night", "Do the Hippogriff" e "Magic Works". Ele apareceu brevemente no filme como vocalista da banda Weird Sisters. O grupo fictício também contava com Jonny Greenwood e Phil Selway do Radiohead, Steve Mackey do Pulp, Jason Buckle do Relaxed Muscle e Steven Claydon do Add N to (X).
Em 2006, Cocker apareceu nos álbuns Monsieur Gainsbourg Revisited (música "I Just Came to Tell You That I'm Going", co-tocada com Kid Loco) e Rogue's Gallery: Pirate Ballads, Sea Songs, and Chanteys (música "A Drop of Nelson's Blood"). Sua música "Running the World" apareceu nos créditos finais do filme Children of Men. Também em 2006, junto com Steve Mackey, ele fez a curadoria da compilação de dois CDs, The Trip, que apresentava uma ampla seleção de faixas de artistas tão variados quanto The Fall, Gene Pitney, The Beach Boys e The Polecats. Ele também co-escreveu letras do álbum 5:55 de Charlotte Gainsbourg, com Neil Hannon e membros do Air.
Em 2007, Cocker e Beth Ditto (The Gossip) colaboraram em uma versão cover de "Temptation" do Heaven 17 no NME Awards em Londres. Nesse mesmo ano, Cocker contribuiu com duas músicas do álbum "Pocket Symphony" do grupo eletrônico francês Air - tocando em "One Hell of a Party" e (com Charlotte Gainsbourg) "The Duelist". Ele foi curador do Meltdown Festival de 2007 no South Bank Centre em Londres, Reino Unido. A formação que ele escolheu incluía Motörhead, Roky Erickson and the Explosives com Clinic, Devo com Drumsize, Iggy & The Stooges, Cornershop e The Jesus and Mary Chain.
Em 2008, Cocker contribuiu com "Born to Cry", (originalmente uma música do Pulp lançada no CD da trilha sonora de Notting Hill - embora não incluída no filme e co-escrita por Richard Hawley). Por volta de 2008, Cocker também participou de um projeto que abordava a questão “O que é música?”, destinado a entrar no debate sobre o futuro da indústria musical. Cocker perguntou: "Isso significa que a música agora pode voltar a ser uma forma de arte? Além disso, o que acontece se você conseguir que uma banda ensaie em uma galeria de arte em vez de em um espaço de ensaio?"  Consequentemente, Cocker e sua banda se instalaram em uma galeria de arte em Paris por cinco dias. Todos os dias, Cocker e seus músicos realizavam uma variedade de tarefas diferentes. Estas incluíram a banda sonora de uma aula de relaxamento, o convite a músicos locais para se juntarem a eles numa jam e a organização de actividades com crianças da escola local. Os filmes da exposição permanecerão acessíveis online em 2014.
Em 2009, ele participou do filme de animação Fantastic Mr. Fox e cantou uma música original, "Fantastic Mr. Fox, também conhecida como Petey's Song". Em 2010, ele trabalhou com o National Trust para produzir um álbum de sons gravados em 11 locais historicamente significativos da Grã-Bretanha. Em 2010, ele também narrou Pedro e o Lobo, de Prokofiev, no Royal Festival Hall. Cocker cantou os vocais no single "Synchronize" da Discodeine, uma dupla de produção francesa. A música apareceu no primeiro álbum de estúdio da dupla, lançado pelas gravadoras Dirty e Pschent em 14 de fevereiro de 2011.
Cocker cantou a música "I'm Still Here" de Follies no documentário da HBO Six By Sondheim, em segmento dirigido por Todd Haynes. Cocker, ao lado de Jason Buckle, escreveu, produziu e cantou backing vocals para a faixa "Worship Me now" do álbum de Marc Almond, The Dancing Marquis (2014). “Jarvis está lá sussurrando por cima do meu ombro como o diabo. É muito electro old school”, afirma Almond em entrevista ao Liverpool Echo. Em novembro de 2021, ele se juntou à Gucci Soundsystem (um projeto de dance music com Riton e Ben Rhymer) para "Let's Stick Around", inspirado nas mudanças climáticas, que veio com um vídeo filmado em Glasgow na época da conferência COP26.

#### Vídeoclipes
Cocker também dirigiu videoclipes para, entre outras, Warp Records, incluindo On de Aphex Twin, Sudden Rush de Erlend Øye e Aftermath de Nightmares on Wax (todos os três foram codirigidos com Martin Wallace). Ele também fez breves aparições nos videoclipes de "A Little More for Little You" dos roqueiros suecos The Hives e "Fifteen Feet of Pure White Snow" de Nick Cave and the Bad Seeds.

#### Journeys into the Outside with Jarvis Cocker
Journeys into the Outside with Jarvis Cocker, uma série de três episódios, foi transmitida em 1999 no Channel 4 e apresentava Cocker viajando pelo mundo para observar diversas formas de arte outsider. Entre os muitos locais que visitou estavam:
- Watts Towers de Simon Rodia em Los Angeles, Estados Unidos
- O Jardim de Pedras de Chandigarh por Nek Chand
- O Jardim do Éden por Samuel P. Dinsmoor
- O Jardim de Esculturas de Las Pozas, México, de Edward James
- A Terra de Pasaquan, criada por Eddie Owens Martin, também conhecido como St.
- "Le Palais idéal" de Ferdinand Cheval

A série foi dirigida pelo colaborador de longa data Martin Wallace.

### Transmissão
Em 3 de outubro de 1996, Cocker co-apresentou o programa australiano de sábado de manhã Recovery com a co-apresentadora regular (e personalidade do rádio) Jane Gazzo.
Em 12 de outubro de 2006, uma versão fictícia de Cocker foi o personagem principal de um drama na BBC Radio 2, como parte da competição "Imagine". Em 31 de dezembro de 2008, Cocker editou como convidado o programa Today na BBC Radio 4. Ele também participou como palestrante no Question Time da BBC em julho de 2009.
Em outubro de 2009, a BBC Radio 6 Music anunciou que Cocker estava definido para assumir o horário da tarde de domingo a partir de 10 de janeiro de 2010, com o Sunday Service de Jarvis Cocker. Ele foi citado como tendo dito: "O domingo não parece mais tão diferente dos outros dias da semana. Embora houvesse algo estranho quando tudo parecia parar no domingo, isso meio que marcou a semana. Eu vou para coloque o tédio de volta no domingo. Essa é a minha missão. Ele anunciou que deixaria o 6 Music no final de dezembro de 2017.
Cocker ganhou o Sony DAB Rising Star Award 2010, votado pelos ouvintes, por seu BBC Radio 6 Music Show.
Em janeiro de 2011 ele apareceu com o colega músico Richard Hawley e o DJ Marc Riley em um programa da Radio 4, intitulado "In Search of the Holy Whale", no qual o trio embarcou em uma expedição de observação de baleias no mar ao largo de Cork, na Irlanda. Então, em 2012, Cocker começou a "explorar a condição humana após o anoitecer com histórias de pessoas noturnas" no premiado programa da Radio 4, Wireless Nights. Até janeiro de 2019, foram transmitidos 24 episódios do programa. O primeiro episódio da série, "Overnight Delivery", ganhou o prêmio Prix Italia 2012 por "extraordinária originalidade e/ou inovação em um documentário de rádio".

Cocker providenciou para que Iggy Pop apresentasse o programa Radio 6 Music em 2014, enquanto ele realizava um hiato que envolvia funções de editor geral da editora Faber and Faber. Cocker explicou em dezembro de 2013:
A Rotação de Culturas é há muito reconhecida como uma forma de preservar a fertilidade do solo. De vez em quando, um campo tem de ser deixado em pousio durante um ano para garantir que terá tempo de recuperar. Em 2014 serei esse campo. Isso é feito com a firme convicção de que isso levará a um culto dominical mais forte e vigoroso quando eu retornar às pastagens do 6 Music.
Em 2015, Cocker apareceu como parte dos Proms daquele ano, apresentando o Wireless Nights Prom do Royal Albert Hall com a Orquestra Filarmônica da BBC.
Em dezembro de 2017, Cocker apresentou seu último programa Sunday Service para a BBC. Ao anunciar a notícia, ele disse: “Não é um adeus, é apenas um adeus. Queríamos nos despedir de maneira adequada e por isso vamos fazer uma série de cinco shows extraespeciais ao longo de dezembro, começando neste domingo." 

### Atuação
Ele aparece em Harry Potter e o Cálice de Fogo (2005) como Myron Wagtail, vocalista das Weird Sisters. Sua cena original foi interrompida, mas a maioria dos lançamentos em Blu-ray e DVD mantém a cena original completa com a música inteira de 3:30 minutos em bônus. Ele também interpretou a si mesmo na comédia romântica de 2007, The Good Night. O diretor americano Wes Anderson é um admirador do trabalho de Cocker. Isso levou Anderson a dar a Cocker um papel no filme de animação de 2009, Fantastic Mr. Fox, como a voz de Petey, que canta uma música original e cuja aparência é baseada no próprio Cocker. Ele também dá voz a um cantor pop francês no filme de 2021 de Anderson, The French Dispatch. 2022 o viu mais uma vez fazendo trabalho de voz em um filme de animação, interpretando "Developer", um rato em The House, para o qual escreveu e cantou a música de encerramento This House. Em 2023, ele fez uma aparição na tela como um cowboy musical em Asteroid City, de Wes Anderson, e em vários papéis em The Wonderful Story of Henry Sugar, de Anderson.

### Jornalismo e escrita
Em junho de 2011, Cocker foi escolhido como editor convidado de poesia para The Mays Anthology, uma coleção de novos escritos de estudantes de Oxford e Cambridge.
Em 2014, foi Editor Geral da Faber and Faber, e Singing from the Floor de JP Bean é sua primeira aquisição. Cocker explicou à NME: "Singing from the Floor retrata um movimento importante na cultura vernacular nas vozes das pessoas que fizeram isso acontecer - e isso não é uma tarefa fácil... JP Bean capturou este momento antes que ele se perca para sempre, e colocou-o ao vivo novamente na página. Ele é um sujeito muito inteligente. Vamos levantar uma taça para ele."  Cocker diz que escreve sobre "as pequenas coisas que ficam na sua mente" porque a maioria delas são "eternas".
Cocker também escreveu para o The Guardian.
Em 2022, Cocker publicou um livro de memórias e "inventário" intitulado Good Pop, Bad Pop, revisitando seus anos de formação limpando seu sótão; Caroline Sullivan, do The Guardian, descreveu o livro como "fantástico".

## Vida pessoal
Logo após assinar com a Fire, em novembro de 1985, Cocker caiu de uma janela ao tentar impressionar uma garota com uma impressão do Homem-Aranha e acabou no hospital, necessitando temporariamente do uso de uma cadeira de rodas, na qual aparecia durante os shows.
Em 1988, aos 25 anos, Cocker tirou uma licença sabática do Pulp para estudar Belas Artes e Cinema na Saint Martin's School of Art, onde foi orientado por Vera Neubauer e Malcolm Le Grice. Ele se formou em 1991.

No final da década de 1990, Cocker namorou Chloë Sevigny. Mais tarde, ela disse em uma entrevista de 2009:
Quando eu tinha 20 e poucos anos, saí com uma estrela pop britânica, Jarvis Cocker; é claro que as estrelas pop têm muito mais celebridades, eu acho, do que até os atores. Eles são muito mais caçados por seus fãs. Lembro-me de dirigir por essas cidades remotas do País de Gales e de crianças correndo atrás de nós na rua. Eu estava tipo, "Isso é horrível!" E eu vi o efeito que isso teve sobre ele, e foi aí que decidi que nunca quis ser uma celebridade nesse nível, e acho que é por isso que escolhi fazer o trabalho que faço e apenas trabalhar com diretores que Eu amo e tento fazer um trabalho que signifique algo para mim.
Cocker morou em Paris desde 2003 com sua esposa Camille Bidault-Waddington e seu filho. Em abril de 2009, ele anunciou que estavam se divorciando "em termos amigáveis", mas que ficaria em Paris para permanecer na vida de seu filho. Cocker já havia morado em Paris no início dos anos 1990, escrevendo letras para o álbum His 'n' Hers do Pulp, mas ele nunca aprendeu a falar francês, de acordo com Bidault-Waddington.
Cocker atualmente mora em Shepherd's Bush, com sua esposa, a consultora criativa Kim Sion.  O casal começou a namorar em 2009 e se casou em 14 de junho de 2024 durante uma apresentação no Giffords Circus em Chiswick.
Cocker é torcedor do Sheffield Wednesday Football Club 

## Ativismo
Em 2010, Cocker foi nomeado Embaixador Cultural do Eurostar. Ele é embaixador da instituição de caridade Scottish Love in Action (SLA), com sede em Edimburgo, desde 2010. Ele também tocou no CD de estreia da banda Everything Is New. O CD foi feito para arrecadar dinheiro para o SLA.
Em 2015, Cocker estava entre os signatários de um compromisso com a Artists For Palestine. Em 2016, Cocker expressou seu apoio à permanência no referendo da UE.

## Discografia
- Jarvis (2006)
- Further Complications (2009)
- Room 29 (com Chilly Gonzales) (2017)
- Beyond the Pale (com Jarv Is) (2020)[93]
- Chansons d'Ennui Tip-Top (2021)[94]
- This Is Going to Hurt (Original Soundtrack) (com Jarv Is) (2022)